# Fairnley
Fairnley eller Farnlaws eller Farinley var en civil parish 1866–1955 när det uppgick i Rothley, i grevskapet Northumberland i England. Civil parish var belägen 20 km från Morpeth och hade 9 invånare år 1951.